# Nekrolog 1. Quartal 1903
Nekrolog
◄◄
| ◄
| 1899
| 1900
| 1901
| 1902
| 1903 | 1904 | 1905 | 1906 | 1907 | ► | ►►
1. Quartal |
2. Quartal |
3. Quartal |
4. Quartal 1903
Weitere Ereignisse | Allgemeiner Nekrolog 1903
Die Beschreibung der verstorbenen Person sollte so kurz wie möglich gehalten sein und nur deren signifikante Tätigkeit(en) enthalten.
Neue Namen ggf. auch unter dem Geburts- und Sterbedatum, also etwa unter 1. Januar und im Geburts- und Sterbejahr (2024) eintragen (nur bei entsprechender großer Wichtigkeit). Für Beispiele siehe die schon vorhandenen Artikel.
Außerdem über die fünf zuletzt Verstorbenen, zu denen es einen ausreichend guten Artikel für eine Präsentation auf der Hauptseite gibt, nach der todesbedingten Überarbeitung der Artikel ggf. auch unter Wikipedia Diskussion:Hauptseite informieren und sie am besten auch in den anderen Wikipedia-Sprachversionen eintragen. Tipp: Regelmäßig bei news.google.de nach „ist tot“, „gestorben“ oder „verstorben“ suchen.
Wenn eine Person gestorben ist, gibt es viele Seiten zu dieser Person in der Wikipedia, die davon auch betroffen sind und entsprechend aktualisiert werden müssen. Beispiele: Namenübersichtsseite, Geburtsjahr, Geburtsort-Seiten und viele mehr.
Wie finde ich die betroffenen Seiten?
Im Suchfeld auf der linken Seite gibt man den Suchbegriff so ein: „Vorname Nachname“. Dann klickt man auf Volltext und alle Seiten mit entsprechendem Suchtext werden aufgerufen. Hier sieht man dann schnell, wo auch das Todesjahr Sinn macht oder sogar ein Teil des Artikels angepasst werden muss. Auch hilft das „Werkzeug“ auf der linken Seite sehr gut, um solche Seiten aufzufinden: „Links auf diese Seite“. Somit ist die Wikipedia wieder aktuell in allen Bereichen! Hinweis: bei Eintragung der Kategorie „Gestorben JAHR“ wird der Missbrauchsfilter 49 ausgelöst, was jedoch nicht schlimm ist. Siehe: Spezial:Missbrauchsfilter/49
Dies ist eine Liste von im ersten Quartal 1903 verstorbenen bekannten Persönlichkeiten. Die Einträge erfolgen innerhalb der einzelnen Daten alphabetisch sortiert. Tiere sind im Nekrolog für Tiere zu finden.

## Januar
| Tag        | Name                                     | Beruf, bekannt als                                                                                                  | Alter | Beleg |
| ---------- | ---------------------------------------- | --- | ----- | ----- |
| 1. Januar  | Ernst Friedländer                        | deutscher Archivar                                                                                                  | 61    |       |
| 1. Januar  | Wilhelm Pfitzner                         | deutscher Anatom und Hochschullehrer                                                                                | 49    |       |
| 2. Januar  | James Castle                             | US-amerikanischer Politiker                                                                                         | 66    |       |
| 3. Januar  | Maximilian Curtze                        | deutscher Philologe, Mathematikhistoriker, Copernicus-Forscher, Übersetzer und Herausgeber mathematischer Schriften | 65    |       |
| 3. Januar  | Friedrich von Gülich                     | deutscher Diplomat                                                                                                  | 82    |       |
| 3. Januar  | Alois Hitler                             | Vater Adolf Hitlers                                                                                                 | 65    |       |
| 3. Januar  | Walter Oemisch                           | deutscher Schriftsteller                                                                                            | 24    |       |
| 3. Januar  | James Wimshurst                          | englischer Erfinder                                                                                                 | 70    |       |
| 4. Januar  | Amand Louis Bauqué                       | Architekt des Späthistorismus                                                                                       | 51    |       |
| 4. Januar  | Philipp Diffené                          | deutscher Weinhändler und Politiker (NLP), MdR                                                                      | 69    |       |
| 4. Januar  | Pierre Laffitte                          | französischer Philosoph                                                                                             | 79    |       |
| 4. Januar  | Georg Ludwig Otto Nanne                  | deutscher Jurist und Landwirt                                                                                       | 77    |       |
| 4. Januar  | Emil Neumann                             | deutscher Maler | 60    |       |
| 5. Januar  | Roswell Farnham                          | US-amerikanischer Politiker                                                                                         | 75    |       |
| 5. Januar  | Práxedes Mateo Sagasta                   | spanischer Politiker und Regierungspräsident                                                                        | 77    |       |
| 5. Januar  | Eleuterio Pagliano                       | italienischer Maler                                                                                                 | 76    |       |
| 5. Januar  | Karl Rath                                | württembergischer Politiker                                                                                         | 69    |       |
| 6. Januar  | Alfred Kast                              | deutscher Mediziner und Professor für Innere Medizin an der Universität Breslau                                     | 46    |       |
| 6. Januar  | Julius Sommerbrodt                       | deutscher Klassischer Philologe                                                                                     | 89    |       |
| 7. Januar  | Henry P. H. Bromwell                     | US-amerikanischer Politiker                                                                                         | 79    |       |
| 7. Januar  | Robert Atkinson Davis                    | kanadischer Politiker und Unternehmer                                                                               | 61    |       |
| 7. Januar  | Richard Fresenius                        | deutscher Maler | 58    |       |
| 7. Januar  | Oskar von Hasselbach                     | deutscher Landrat und Politiker, MdR                                                                                | 56    |       |
| 9. Januar  | Louis von Blanc                          | deutscher Marineoffizier, zuletzt Admiral der Kaiserlichen Marine                                                   | 70    |       |
| 9. Januar  | Ludwig Hallwachs                         | Landtagsabgeordneter Großherzogtum Hessen                                                                           | 76    |       |
| 9. Januar  | Daniel H. Hastings                       | US-amerikanischer Politiker                                                                                         | 53    |       |
| 9. Januar  | Alexius Kleinertz                        | deutscher Historienmaler                                                                                            | 71    |       |
| 9. Januar  | Fredrik Petersen                         | norwegischer Theologe                                                                                               | 63    |       |
| 9. Januar  | Carl Gustav Adolf Siegfried              | deutscher evangelischer Theologe                                                                                    | 72    |       |
| 10. Januar | Ernst Biltz                              | deutscher Chemiker und Pharmazeut                                                                                   | 80    |       |
| 10. Januar | Adolph Engel de Jánosi                   | ungarischer Großindustrieller                                                                                       | 82    |       |
| 10. Januar | James Graham Ramsay                      | US-amerikanischer Arzt, Plantagenbesitzer und Politiker                                                             | 79    |       |
| 11. Januar | Helen Blackburn                          | britische Frauenrechtlerin                                                                                          | 60    |       |
| 11. Januar | Paul von Lilienfeld                      | russischer Soziologe und Staatsmann                                                                                 |       |       |
| 11. Januar | Thomas H. Tongue                         | US-amerikanischer Politiker                                                                                         | 58    |       |
| 12. Januar | Ludwig Friedrich Hofelich                | deutscher Maler und Holzstecher                                                                                     | 60    |       |
| 12. Januar | Max Sänger                               | deutscher Gynäkologe und Geburtshelfer                                                                              | 49    |       |
| 12. Januar | Ernst von Vegesack                       | schwedischer Adeliger                                                                                               | 82    |       |
| 12. Januar | Hermann Wendland                         | deutscher Botaniker                                                                                                 | 77    |       |
| 12. Januar | Josef Wenger                             | österreichischer Politiker                                                                                          | 62    |       |
| 13. Januar | Alvan E. Bovay                           | US-amerikanischer Politiker                                                                                         |       |       |
| 13. Januar | Karl Dziatzko                            | deutscher Bibliothekar und Klassischer Philologe                                                                    | 60    |       |
| 13. Januar | Theodor Petri                            | deutscher Bürgermeister                                                                                             | 56    |       |
| 13. Januar | Edward Schunck                           | britischer Chemiker und Unternehmer                                                                                 | 82    |       |
| 13. Januar | Alfred Tetens                            | hamburgischer Kapitän und Wasserschout                                                                              | 67    |       |
| 15. Januar | Lucido Maria Parocchi                    | italienischer Geistlicher, Kurienkardinal der katholischen Kirche                                                   | 69    |       |
| 16. Januar | Josef Franz Freyn                        | böhmisch-österreichischer Eisenbahningenieur und Botaniker                                                          | 57    |       |
| 16. Januar | Paul Isenberg                            | deutscher Zuckerfabrikant                                                                                           | 65    |       |
| 16. Januar | Albert Wittstock                         | deutscher Schriftsteller, Pädagoge, Realschuldirektor                                                               | 65    |       |
| 17. Januar | Hermann Wunnerlich                       | deutscher Unternehmer und Politiker (NLP), MdR                                                                      | 84    |       |
| 18. Januar | Abram Hewitt                             | US-amerikanischer Politiker                                                                                         | 80    |       |
| 18. Januar | Ludwig Hoffmann                          | deutscher Theaterschauspieler, -intendant und Schriftsteller                                                        | 37    |       |
| 18. Januar | Henri Opper de Blowitz                   | französischer Journalist, Pariser Chefkorrespondent der Times                                                       | 77    |       |
| 18. Januar | Gustav Reiniger                          | deutscher Zigarrenfabrikant und Politiker, MdR                                                                      | 67    |       |
| 18. Januar | Rudolf Schmid                            | Schweizer Unternehmer sowie Politiker (Radikale Partei)                                                             | 80    |       |
| 19. Januar | Erich Rathenau                           | deutscher Ingenieur und Unternehmer                                                                                 | 31    |       |
| 19. Januar | Joseph Sebag Montefiore                  | britischer Bankier und Politiker                                                                                    | 80    |       |
| 20. Januar | Adolf Geßner                             | deutscher Gynäkologe                                                                                                | 38    |       |
| 21. Januar | Augustus C. Baldwin                      | US-amerikanischer Politiker                                                                                         | 85    |       |
| 21. Januar | Henryk Grabiński                         | polnischer Maler |       |       |
| 21. Januar | Vilma Illing                             | österreichische Theaterschauspielerin                                                                               | 31    |       |
| 21. Januar | Joseph Ruggles Wilson                    | US-amerikanischer presbyterianischer Pfarrer und Theologe                                                           | 80    |       |
| 22. Januar | Horatio Washington Bruce                 | US-amerikanischer Jurist und Politiker                                                                              | 72    |       |
| 22. Januar | Carl Gerard Dubusc                       | preußischer Verwaltungsbeamter und Beigeordneter Bürgermeister der Stadt Aachen                                     | 77    |       |
| 22. Januar | Karl Robert Bruno Naumann zu Königsbrück | sächsischer Unternehmer und Erfinder                                                                                | 58    |       |
| 23. Januar | Philipp Heinrich Cockerill               | deutscher Unternehmer und Mäzen                                                                                     | 81    |       |
| 23. Januar | Francis Hoffmann                         | US-amerikanischer Politiker                                                                                         | 80    |       |
| 23. Januar | Ludwig von Salmuth                       | preußischer General                                                                                                 | 81    |       |
| 24. Januar | Eduard Böhl                              | deutscher reformierter Theologe                                                                                     | 66    |       |
| 24. Januar | Thomas Dennerlein                        | deutscher Bildhauer und Hochschullehrer                                                                             | 55    |       |
| 24. Januar | Petko Karawelow                          | bulgarischer Politiker und Ministerpräsident                                                                        | 59    |       |
| 24. Januar | Friedrich Carl Mayer                     | deutscher Maler | 79    |       |
| 24. Januar | Jakob Friedrich Wanner                   | Architekt | 72    |       |
| 25. Januar | Charles Roberts Ingersoll                | US-amerikanischer Politiker                                                                                         | 81    |       |
| 26. Januar | Pierre Coullery                          | Schweizer Mediziner und Politiker                                                                                   | 83    |       |
| 28. Januar | Agnes Addison                            | neuseeländische Textilkauffrau und Geschäftsinhaberin                                                               | 60    |       |
| 28. Januar | John Beard Allen                         | US-amerikanischer Kongressabgeordneter und Senator von Washington                                                   | 57    |       |
| 28. Januar | Augusta Holmès                           | Komponistin und Pianistin                                                                                           | 55    |       |
| 28. Januar | Friedrich Oskar Litzkendorf              | sächsischer Staatsbeamter                                                                                           |       |       |
| 28. Januar | Heinrich August Müller                   | deutscher Kaufmann und Politiker                                                                                    | 70    |       |
| 28. Januar | Robert Planquette                        | französischer Operetten-Komponist                                                                                   | 54    |       |
| 29. Januar | George N. Dale                           | US-amerikanischer Politiker, Anwalt und Konsul                                                                      | 68    |       |
| 30. Januar | Johann Nepomuk Hautmann                  | deutscher Bildhauer                                                                                                 | 82    |       |
| 30. Januar | Ernst Mey                                | deutscher Unternehmer                                                                                               | 58    |       |
| 30. Januar | Albrecht Rudolf Rüetschi                 | Schweizer evangelischer Geistlicher und Hochschullehrer                                                             | 82    |       |
| 30. Januar | Nakajima Utako                           | japanische Dichterin, Gründerin der Dichtkunstschule Haginoya                                                       | 58    |       |
| 31. Januar | Giovanni Costa                           | italienischer Maler                                                                                                 | 76    |       |
| 31. Januar | John N. W. Rumple                        | US-amerikanischer Politiker                                                                                         | 61    |       |
| 31. Januar | Charles A. Sumner                        | US-amerikanischer Politiker                                                                                         | 67    |       |
| 31. Januar | Justin Rice Whiting                      | US-amerikanischer Politiker                                                                                         | 55    |       |
|            | Francis Joseph Steingass                 | britischer Orientalist und Hochschullehrer                                                                          | 77    |       |

## Februar
| Tag         | Name                                     | Beruf, bekannt als                                                                              | Alter | Beleg |
| ----------- | ---------------------------------------- | ----------------------------------------------------------------------------------------------- | ----- | ----- |
| 1. Februar  | Woldemar von Bock                        | deutschbaltischer Jurist, Publizist, Politiker und Komponist                                    | 86    |       |
| 1. Februar  | Rudolph von Delbrück                     | preußischer und deutscher Politiker, MdR                                                        | 85    |       |
| 1. Februar  | George Gabriel Stokes                    | irischer Physiker und Mathematiker                                                              | 83    |       |
| 2. Februar  | Friedrich Wilhelm Bösenberg              | deutscher Kaufmann und Amateurarachnologe                                                       |       |       |
| 2. Februar  | Josef Enzensperger                       | deutscher Meteorologe und Bergsteiger                                                           | 29    |       |
| 2. Februar  | Joseph von Kopf                          | deutscher Bildhauer                                                                             | 75    |       |
| 3. Februar  | Leslie W. Russell                        | US-amerikanischer Jurist und Politiker                                                          | 62    |       |
| 3. Februar  | Louis Washington Turpin                  | US-amerikanischer Politiker                                                                     | 53    |       |
| 5. Februar  | Henry L. Dawes                           | US-amerikanischer Politiker                                                                     | 86    |       |
| 5. Februar  | Joseph Fugger von Glött                  | deutscher Offizier der Kaiserlichen Schutztruppe und Leiter der deutschen Verwaltung in Adamaua | 33    |       |
| 5. Februar  | Alberto Giovannini                       | italienischer Komponist und Musikpädagoge                                                       | 60    |       |
| 5. Februar  | Emanuel von Korff                        | preußischer Offizier und Reiseschriftsteller                                                    | 76    |       |
| 5. Februar  | James M. Moody                           | US-amerikanischer Politiker                                                                     | 44    |       |
| 5. Februar  | Wilhelm Trautmann                        | deutscher Jurist und Politiker (NLP), MdR                                                       | 56    |       |
| 6. Februar  | Woldemar von Biedermann                  | deutscher Literaturhistoriker                                                                   | 85    |       |
| 6. Februar  | Marià Vayreda i Vila                     | spanischer Maler und Schriftsteller                                                             | 49    |       |
| 7. Februar  | James Glaisher                           | englischer Meteorologe und Aeronaut                                                             | 93    |       |
| 8. Februar  | Joseph Führer                            | deutscher Christlicher Archäologe und Gymnasiallehrer                                           | 45    |       |
| 8. Februar  | Hermann Knothe                           | Landeshistoriker der Oberlausitz                                                                | 81    |       |
| 8. Februar  | August Maier                             | österreichischer Bürgermeister und Politiker, Landtagsabgeordneter                              | 65    |       |
| 9. Februar  | Charles Gavan Duffy                      | irischer Nationalist und australischer Kolonialpolitiker                                        | 86    |       |
| 9. Februar  | William Meade Fishback                   | US-amerikanischer Politiker, Gouverneur von Arkansas                                            | 71    |       |
| 9. Februar  | Georg Käß                                | deutscher Kommerzienrat, Gutsbesitzer                                                           | 79    |       |
| 9. Februar  | Iwan Osarkewytsch                        | ukrainischer Priester und Politiker                                                             | 76    |       |
| 9. Februar  | Carl Zastrow                             | deutscher Autor und Schriftsteller                                                              | 66    |       |
| 10. Februar | Carl Adolph Cornelius                    | Historiker                                                                                      | 83    |       |
| 10. Februar | Calvin Cowgill                           | US-amerikanischer Politiker                                                                     | 84    |       |
| 10. Februar | Eggert Ludwig von Estorff                | preußischer Generalmajor und Chefredakteur des Militär-Wochenblattes                            | 71    |       |
| 10. Februar | Gustav von Görtz                         | österreichisch-ungarischer k.u.k. Generalmajor und Kämmerer                                     | 60    |       |
| 11. Februar | Jacob Ignatius Simonis                   | deutscher Geistlicher, Hochschullehrer und Politiker, MdR                                       | 71    |       |
| 12. Februar | Jabez Lamar Monroe Curry                 | US-amerikanischer Politiker                                                                     | 77    |       |
| 12. Februar | Otto Frey                                | deutscher Verwaltungsbeamter und Politiker, MdL Baden                                           | 78    |       |
| 12. Februar | Friedrich Ludwig Middendorf              | deutscher Schiffsbauingenieur und Direktor des Germanischen Lloyd (1890–1903)                   | 60    |       |
| 12. Februar | Wilhelm Nokk                             | Präsident des Badischen Staatsministeriums                                                      | 70    |       |
| 13. Februar | Gustav Holzmann                          | Jurist, Reichstagsabgeordneter                                                                  | 77    |       |
| 14. Februar | Elisabeth Franziska Maria von Österreich | Erzherzogin von Österreich                                                                      | 72    |       |
| 14. Februar | Karl Siegl                               | österreichischer Politiker                                                                      | 82    |       |
| 14. Februar | John Lintorn Arabin Simmons              | Field Marshal und Gouverneur von Malta                                                          | 82    |       |
| 15. Februar | Josef Beck                               | Opernsänger und Theaterregisseur                                                                | 54    |       |
| 15. Februar | Francis Penrose                          | britischer Architekt und Archäologe                                                             | 85    |       |
| 16. Februar | Gustav Brühl                             | deutsch-amerikanischer Arzt, Dichter, Archäologe                                                | 76    |       |
| 16. Februar | Emilie Tegtmeyer                         | deutsche Schriftstellerin                                                                       | 76    |       |
| 17. Februar | James Finlayson                          | britischer Politiker                                                                            |       |       |
| 17. Februar | Adolf von Hübbenet                       | deutscher Opernsänger (Tenor)                                                                   |       |       |
| 17. Februar | Anton Jedek                              | Mitglied des Ordens der Redemptoristen                                                          | 68    |       |
| 17. Februar | Robert Prihoda                           | österreichischer Architekt                                                                      | 45    |       |
| 18. Februar | Geltrude Comensoli                       | italienische Ordensgründerin                                                                    | 56    |       |
| 18. Februar | Moses Mielziner                          | Rabbi                                                                                           | 74    |       |
| 18. Februar | Moritz Stambke                           | Geheimer Oberbaurat des Königreich Preußen                                                      | 72    |       |
| 19. Februar | Henriette von Noël                       | deutsche Lehrerin und Gründerin der heutigen Hildegardis-Schule in Bochum                       | 69    |       |
| 19. Februar | Karl von Scherzer                        | österreichischer Forschungsreisender und Diplomat                                               | 81    |       |
| 20. Februar | Heinrich Köhler                          | deutscher Architekt und Hochschullehrer                                                         | 73    |       |
| 20. Februar | Emil von Mallmann                        | deutscher Kaufmann und Politiker                                                                | 72    |       |
| 20. Februar | Eugen von Trauschenfels                  | siebenbürgischer Verwaltungsjurist, Publizist und Historiker                                    | 69    |       |
| 20. Februar | Michail Stepanowitsch Woronin            | russischer Botaniker                                                                            | 64    |       |
| 21. Februar | Kate Vaughan                             | englische Tänzerin und Burlesque-Schauspielerin                                                 |       |       |
| 22. Februar | Martin Börsmann                          | plattdeutscher Schriftsteller, Schildermaler, Graphiker                                         | 51    |       |
| 22. Februar | Agnes Hoesch                             | deutsche Stifterin und Wohltäterin                                                              | 64    |       |
| 22. Februar | Victor Meirelles                         | brasilianischer Maler                                                                           | 70    |       |
| 22. Februar | Miles Ross                               | US-amerikanischer Politiker                                                                     | 75    |       |
| 22. Februar | Hugo Wolf                                | österreichischer Komponist                                                                      | 42    |       |
| 22. Februar | Nikolaus von Württemberg                 | österreichischer Offizier                                                                       | 69    |       |
| 23. Februar | Friedrich Grützmacher                    | deutscher Cellist und Komponist                                                                 | 70    |       |
| 23. Februar | Pierre-Victorien Lottin                  | französischer Maler und Archäologe                                                              | 92    |       |
| 23. Februar | Pieter Francis Peters                    | niederländischer Landschaftsmaler und Kunsthändler                                              | 84    |       |
| 23. Februar | John Quinn                               | US-amerikanischer Politiker                                                                     | 63    |       |
| 23. Februar | Gustav Storm                             | norwegischer Historiker, Schriftsteller und Professor                                           | 57    |       |
| 24. Februar | Franz Brixel                             | österreichischer Schriftsteller                                                                 | 62    |       |
| 24. Februar | Henry Farrer                             | amerikanischer Künstler                                                                         | 58    |       |
| 24. Februar | Rudolf Joseph Jakob Weiß                 | deutscher Geistlicher und Politiker (Zentrum), MdR                                              |       |       |
| 24. Februar | Nina Zottmayr-Hartmann                   | deutsche Opernsängerin (Sopran) und Gesangspädagogin                                            | 66    |       |
| 26. Februar | Richard Jordan Gatling                   | amerikanischer Erfinder                                                                         | 84    |       |
| 26. Februar | Conrad N. Jordan                         | US-amerikanischer Bankier und Regierungsbeamter                                                 | 72    |       |
| 26. Februar | Albert von Rütte                         | Schweizer Biologe und Pfarrer                                                                   | 77    |       |
| 26. Februar | Friedrich Schöpfer                       | österreichischer Advokat und Künstler                                                           | 78    |       |
| 27. Februar | Regine Merkle                            | deutsche Dichterin                                                                              | 28    |       |
| 27. Februar | George Rudolf Peterßen                   | deutscher Reichsgerichtsrat                                                                     | 76    |       |
| 27. Februar | Rodney Wallace                           | US-amerikanischer Politiker                                                                     | 79    |       |
| 28. Februar | Mary Elizabeth Banning                   | US-amerikanische Mykologin und Naturillustratorin                                               | 80    |       |
| 28. Februar | William Harkness                         | US-amerikanischer Astronom                                                                      | 65    |       |
| 28. Februar | Emily Warren Roebling                    | Ehefrau von Washington Roebling                                                                 | 59    |       |
| 28. Februar | William Farrar Smith                     | US-amerikanischer General                                                                       | 79    |       |
| 28. Februar | Wilhelmina Weyergang                     | deutsche Lehrerin und Autorin                                                                   | 64    |       |
|             | Djubayru b. Aadama                       | letzter souveräner Amir von Fombina                                                             |       |       |

## März
| Tag      | Name                               | Beruf, bekannt als                                                                                   | Alter | Beleg |
| -------- | ---------------------------------- | --- | ----- | ----- |
| 1. März  | Jehu Baker                         | US-amerikanischer Politiker                                                                          | 80    |       |
| 1. März  | Adolph Canzler                     | deutscher Architekt und Denkmalpfleger                                                               | 84    |       |
| 1. März  | Johannes Gelbke                    | deutscher Komponist und Musiker                                                                      | 56    |       |
| 2. März  | Max Roepell                        | deutscher Jurist und Präsident der Königlich-Preußischen Eisenbahndirektionen in Kattowitz und Posen | 61    |       |
| 2. März  | Gottfried Schwab                   | deutscher Dichter und Schriftsteller                                                                 | 51    |       |
| 2. März  | Rafael Zaldívar                    | Präsident von El Salvador                                                                            |       |       |
| 3. März  | František Ladislav Rieger          | tschechischer Publizist und Politiker                                                                | 84    |       |
| 3. März  | Leo von Skorzewski                 | polnisch-deutscher Gutsbesitzer, MdR                                                                 | 57    |       |
| 5. März  | Leopold von Beckh-Widmannstetter   | österreichischer Offizier und Historiker                                                             | 61    |       |
| 5. März  | Eugène-Anatole Demarçay            | französischer Chemiker                                                                               | 51    |       |
| 5. März  | Robert Guthery senior              | deutscher Theaterschauspieler, -regisseur und Schauspiellehrer                                       | 79    |       |
| 5. März  | George Henderson                   | britischer Militärhistoriker                                                                         |       |       |
| 5. März  | Gaston Paris                       | französischer Philologe                                                                              | 63    |       |
| 6. März  | Hermann Vielguth                   | österreichischer Politiker                                                                           | 77    |       |
| 7. März  | István Bittó                       | ungarischer Politiker                                                                                | 80    |       |
| 7. März  | Eugen Ostermayer                   | deutscher Apotheker und Chemiker                                                                     | 53    |       |
| 8. März  | James Henderson Blount             | US-amerikanischer Politiker                                                                          | 65    |       |
| 8. März  | William Buel Franklin              | General der US-Armee                                                                                 | 80    |       |
| 8. März  | Heinrich Grebe                     | deutscher Geologe                                                                                    | 71    |       |
| 8. März  | Martin I. Townsend                 | US-amerikanischer Jurist und Politiker                                                               | 93    |       |
| 9. März  | August Disselhoff                  | deutscher evangelischer Pfarrer und Dichter                                                          | 73    |       |
| 9. März  | Bertha Weber                       | deutsche Opernsängerin und Hofschauspielerin                                                         | ≈68   |       |
| 10. März | Julius Victor Carus                | deutscher Zoologe                                                                                    | 79    |       |
| 10. März | Sophie Gengembre Anderson          | französisch-britische Malerin                                                                        |       |       |
| 10. März | Alfred Sproemberg                  | deutscher Architekt und preußischer Baubeamter                                                       | 46    |       |
| 11. März | Frithjof Smith-Hald                | norwegischer Landschaftsmaler                                                                        | 56    |       |
| 12. März | Léontine Cooper                    | britisch-australische Suffragette und Sozialistin                                                    | 65    |       |
| 12. März | Alexis Bravmann Schmidt            | deutscher Journalist, Philosoph und Freimaurer-Ordensmeister                                         | 84    |       |
| 13. März | Alexander Andrae                   | deutscher Landwirt und Politiker                                                                     | 81    |       |
| 13. März | Roy Bean                           | Figur des Wilden Westens                                                                             |       |       |
| 13. März | Nicolaas Beets                     | niederländischer reformierter Theologe, Kirchenhistoriker, Dichter und Schriftsteller                | 88    |       |
| 13. März | Caspar Friedrich von Schönberg     | königlich sächsischer Generalleutnant                                                                | 76    |       |
| 13. März | Karl Steinhäuser                   | deutscher Musiker                                                                                    | 79    |       |
| 13. März | Diederich Volkmann                 | Altphilologe und Rektor der Königlichen Landesschule Pforta                                          | 64    |       |
| 14. März | Ernest Legouvé                     | französischer Schriftsteller und Theaterdichter                                                      | 96    |       |
| 14. März | Konstantinos Paspatis              | griechischer Tennisspieler                                                                           | 24    |       |
| 14. März | William E. Simonds                 | US-amerikanischer Politiker                                                                          | 60    |       |
| 14. März | Johan Hendrik Weissenbruch         | niederländischer Maler                                                                               | 78    |       |
| 15. März | Ernst Brenner von Felsach          | österreichischer Adliger und Fossiliensammler                                                        | 37    |       |
| 15. März | Franz Wilhelm Cramer               | deutscher Geistlicher, Weihbischof im Bistum Münster (1884–1903)                                     | 88    |       |
| 15. März | Similde Gerhard                    | deutsche Schriftstellerin                                                                            | 72    |       |
| 15. März | David Joy                          | britischer Eisenbahningenieur                                                                        | 78    |       |
| 15. März | Eduard Graf Lamezan-Salins         | österreichischer Jurist und Rettungsfachmann                                                         | 67    |       |
| 15. März | Konrad Niemeyer                    | deutscher Klassischer Philologe und Pädagoge                                                         | 73    |       |
| 15. März | Gustav Radde                       | deutscher Geograph und Naturforscher                                                                 | 71    |       |
| 15. März | Charles Louis de la Vallée-Poussin | belgischer Geologe                                                                                   | 75    |       |
| 16. März | John W. Candler                    | US-amerikanischer Politiker                                                                          | 75    |       |
| 16. März | Adolph von Richter                 | deutscher Verwaltungsbeamter                                                                         | 64    |       |
| 16. März | Johann Wild                        | deutscher Verwaltungs- und Ministerialbeamter                                                        | 44    |       |
| 17. März | Carl Friedrich Wittmann            | deutscher Schauspieler, Schriftsteller, Dramaturg und Intendant                                      | 63    |       |
| 18. März | Paul Flickel                       | deutscher Landschaftsmaler                                                                           | 50    |       |
| 19. März | Hendrik Cornelis Dibbits           | holländischer Chemiker                                                                               | 64    |       |
| 19. März | Theodor Schöffler                  | deutscher Fußballpionier und Sportfunktionär                                                         | 26    |       |
| 20. März | Carl Anton Bjerknes                | norwegischer Physiker und Mathematiker                                                               | 77    |       |
| 20. März | Charles Godfrey Leland             | US-amerikanischer Abenteurer, Journalist und Mythenforscher                                          | 78    |       |
| 20. März | Olive Oatman                       | amerikanische Gefangene von Indianern, später befreit                                                |       |       |
| 21. März | Charles J. Boatner                 | US-amerikanischer Politiker                                                                          | 54    |       |
| 21. März | Carlos Ezeta                       | Präsident von El Salvador                                                                            | 50    |       |
| 21. März | Charles Labelle                    | kanadischer Komponist, Chorleiter, Dirigent und Musikpädagoge                                        | 53    |       |
| 21. März | Johann Gustav Schweikert           | deutscher Mediziner und Homöopath                                                                    | 87    |       |
| 22. März | Hugo von Oidtman                   | preußischer General der Infanterie                                                                   | 67    |       |
| 22. März | August Schreiber                   | deutscher Pfarrer und Missionar                                                                      | 63    |       |
| 23. März | Albin Ackermann-Teubner            | deutscher Verleger und Buchhändler                                                                   | 77    |       |
| 23. März | Clemens Heereman von Zuydwyck      | deutscher Politiker (Zentrum), MdR                                                                   | 70    |       |
| 23. März | Karl Holub                         | österreichischer Waffentechniker                                                                     | 73    |       |
| 24. März | Friedrich Gebauer                  | deutscher Textilunternehmer                                                                          | 72    |       |
| 25. März | Alexandra Alexejewa                | russische Unternehmerin und Mäzenin                                                                  | 51    |       |
| 25. März | Anna Schultzen von Asten           | österreichische Sängerin                                                                             | 55    |       |
| 25. März | Hector Archibald MacDonald         | britischer Generalmajor                                                                              | 49    |       |
| 27. März | Adolf Fehler                       | deutscher Kommunalpolitiker                                                                          | 74    |       |
| 27. März | Edouard Whettnall                  | belgischer Diplomat                                                                                  | 63    |       |
| 28. März | Émile Baudot                       | französischer Ingenieur und Erfinder                                                                 | 57    |       |
| 28. März | Magdalene Thoresen                 | dänisch-norwegische Schriftstellerin und Schwiegermutter Henrik Ibsens                               | 83    |       |
| 29. März | Shimun XX.                         | Katholikos-Patriarch der autokephalen ostsyrischen „Kirche des Ostens“                               |       |       |
| 30. März | Jean-Jacques Mercier-Marcel        | Schweizer Unternehmer                                                                                | 76    |       |
| 31. März | Emmanuel André                     | französischer Benediktiner, Abt und Klostergründer                                                   | 76    |       |
| 31. März | Henry W. Corbett                   | US-amerikanischer Politiker                                                                          | 76    |       |
| 31. März | Gustav Knörcke                     | deutscher Geistlicher und Politiker (DFP), MdR                                                       | 66    |       |
| 31. März | Heinrich Kochhann                  | deutscher Kaufmann und Politiker, MdR                                                                | 72    |       |
| 31. März | Konrad Meyer                       | Schweizer Angestellter und Dichter                                                                   | 78    |       |